# Gouvernement Buzek
 (septembre 2023).
Si vous disposez d'ouvrages ou d'articles de référence ou si vous connaissez des sites web de qualité traitant du thème abordé ici, merci de compléter l'article en donnant les références utiles à sa vérifiabilité et en les liant à la section « Notes et références ».
IIIe République
Cimoszewicz Miller
Le gouvernement Buzek (en polonais : Rząd Jerzego Buzka) est le gouvernement de la République de Pologne entre le 31 octobre 1997 et le 19 octobre 2001, en fonction durant la troisième législature de la Diète.

## Coalition et historique
Dirigé par le nouveau président du Conseil des ministres conservateur Jerzy Buzek, ce gouvernement est constitué et soutenu par une coalition de centre droit entre l'Alliance électorale Solidarité (AWS) et l'Union pour la liberté (UW). Ensemble, ils disposent de 261 députés sur 460, soit 56,7 % des sièges de la Diète.
Il est formé à la suite des élections législatives du 21 septembre 1997. Il succède donc au gouvernement de l'indépendant social-démocrate Włodzimierz Cimoszewicz, au pouvoir depuis février 1996, constitué et soutenu par une coalition de centre gauche entre la Social-démocratie de la République de Pologne (SdRP) et le Parti paysan polonais (PSL).

### Formation
Au cours de ce scrutin, la coalition AWS, rassemblant environ trente partis conservateurs, libéraux et chrétiens-démocrates, remporte environ 40 % des voix et 200 députés, devant la coalition Alliance de la gauche démocratique (SLD) de Cimoszewicz. Avec le bon score de l'UW, l'AWS peut former une nouvelle majorité et mettre fin à quatre années de gestion sociale-démocrate.
L'AWS désigne ensuite comme président du Conseil Jerzy Buzek, co-rédacteur de son programme économique, en lieu et place du fondateur de la coalition, Marian Krzaklewski (en). Les négociations avec Leszek Balcerowicz, chef de file de l'UW, aboutissent six semaines après la tenue des élections.
Cependant, le 6 juin 2000, l'Union pour la liberté décide de se retirer de la coalition au pouvoir, Buzek se trouvant donc à la tête d'un gouvernement minoritaire et d'une majorité fragmentée. Quatre mois plus tard, au cours de l'élection présidentielle du 8 octobre, Krzaklewski doit se contenter de la troisième place avec 15,6 %, le président de la République sortant Aleksander Kwaśniewski s'imposant dès le premier tour avec 53,9 % des suffrages exprimés.

### Succession
Aux élections législatives du 23 septembre 2001, l'AWS et l'UW perdent l'intégralité de leur représentation parlementaire, concurrencées par la Plate-forme civique (PO) et Droit et justice (PiS). Fort de sa victoire, le social-démocrate Leszek Miller peut former son gouvernement, constitué et soutenu par une coalition entre l'Alliance de la gauche démocratique et le Parti paysan polonais.

## Composition

### Initiale (31 octobre 1997)
| Fonction                                                                                           | Titulaire | Titulaire                                                  | Parti |
| -------------------------------------------------------------------------------------------------- | --------- | ---------------------------------------------------------- | ----- |
| Président du Conseil des ministres                                                                 |           | Jerzy Buzek                                                | AWS   |
| Vice-président du Conseil des ministres Ministre des Finances                                      |           | Leszek Balcerowicz                                         | UW    |
| Vice-président du Conseil des ministres Ministre de l'Intérieur et de l'Administration             |           | Janusz Tomaszewski                                         | AWS   |
| Ministre des Affaires étrangères                                                                   |           | Bronisław Geremek                                          | UW    |
| Ministre de l'Éducation nationale                                                                  |           | Mirosław Handke                                            | Sans  |
| Ministre de l'Agriculture et de l'Alimentation                                                     |           | Jacek Janiszewski                                          | AWS   |
| Ministre du Travail et de la Politique sociale                                                     |           | Longin Komołowski                                          | AWS   |
| Ministre de la Santé et de la Sécurité sociale                                                     |           | Wojciech Maksymowicz                                       | Sans  |
| Ministre des Transports et de l'Économie maritime                                                  |           | Eugeniusz Morawski (jusqu'au 08/12/1998) Tadeusz Syryjczyk | UW    |
| Ministre de la Défense nationale                                                                   |           | Janusz Onyszkiewicz                                        | UW    |
| Ministre de l'Économie                                                                             |           | Janusz Steinhoff                                           | AWS   |
| Ministre de la Justice Procureur général                                                           |           | Hanna Suchocka                                             | UW    |
| Ministre de l'Environnement, des Ressources naturelles et des Forêts                               |           | Jan Szyszko                                                | AWS   |
| Ministre du Trésor d'État                                                                          |           | Emil Wąsacz                                                | Sans  |
| Ministre de la Culture et des Arts                                                                 |           | Joanna Wnuk-Nazarowa                                       | UW    |
| Ministre des Communications                                                                        |           | Marek Zdrojewski                                           | AWS   |
| Ministre sans portefeuille Président du comité pour l'intégration européenne (jusqu'au 27/07/1998) |           | Ryszard Czarnecki                                          | AWS   |
| Ministre sans portefeuille Coordinateur des réformes sociales                                      |           | Teresa Kamińska                                            | Sans  |
| Ministre sans portefeuille Président du centre gouvernemental des études stratégiques              |           | Jerzy Kropiwnicki                                          | AWS   |
| Ministre sans portefeuille Coordinateur des services secrets                                       |           | Janusz Pałubicki                                           | AWS   |
| Ministre sans portefeuille Directeur de la chancellerie du président du Conseil des ministres      |           | Wiesław Walendziak                                         | AWS   |
| Ministre sans portefeuille Président du comité de la recherche scientifique                        |           | Andrzej Wiszniewski                                        | AWS   |

### Remaniement du 26 mars 1999
- Les nouveaux ministres sont indiqués en gras, ceux ayant changé d'attributions en italique.

| Fonction | Titulaire | Titulaire                                                                         | Parti |
| --- | --------- | --------------------------------------------------------------------------------- | ----- |
| Président du Conseil des ministres                                                                           |           | Jerzy Buzek                                                                       | AWS   |
| Vice-président du Conseil des ministres Ministre des Finances                                                |           | Leszek Balcerowicz                                                                | UW    |
| Vice-président du Conseil des ministres (jusqu'au 03/09/1999) Ministre de l'Intérieur et de l'Administration |           | Janusz Tomaszewski (jusqu'au 03/09/1999) Marek Biernacki (à partir du 07/10/1999) | AWS   |
| Ministre des Affaires étrangères                                                                             |           | Bronisław Geremek                                                                 | UW    |
| Ministre de l'Éducation nationale                                                                            |           | Mirosław Handke                                                                   | Sans  |
| Ministre de l'Agriculture et de l'Alimentation                                                               |           | Artur Balazs                                                                      | AWS   |
| Ministre du Travail et de la Politique sociale                                                               |           | Longin Komołowski                                                                 | AWS   |
| Ministre de la Santé et de la Sécurité sociale                                                               |           | Franciszka Cegielska                                                              | AWS   |
| Ministre des Transports et de l'Économie maritime                                                            |           | Tadeusz Syryjczyk                                                                 | UW    |
| Ministre de la Défense nationale                                                                             |           | Janusz Onyszkiewicz                                                               | UW    |
| Ministre de l'Économie                                                                                       |           | Janusz Steinhoff                                                                  | AWS   |
| Ministre de la Justice Procureur général                                                                     |           | Hanna Suchocka                                                                    | UW    |
| Ministre de l'Environnement, des Ressources naturelles et des Forêts                                         |           | Jan Szyszko                                                                       | AWS   |
| Ministre du Trésor d'État                                                                                    |           | Emil Wąsacz                                                                       | Sans  |
| Ministre de la Culture et des Arts                                                                           |           | Andrzej Zakrzewski (à partir du 31/03/1999)                                       | AWS   |
| Ministre des Communications                                                                                  |           | Maciej Srebro                                                                     | AWS   |
| Ministre sans portefeuille Président du centre gouvernemental des études stratégiques                        |           | Jerzy Kropiwnicki                                                                 | AWS   |
| Ministre sans portefeuille Coordinateur des services secrets                                                 |           | Janusz Pałubicki                                                                  | AWS   |
| Ministre sans portefeuille Président du comité de la recherche scientifique                                  |           | Andrzej Wiszniewski                                                               | AWS   |

### Remaniement du 19 octobre 1999
- Les nouveaux ministres sont indiqués en gras, ceux ayant changé d'attributions en italique.

| Fonction                                                                               | Titulaire | Titulaire                               | Parti |
| -------------------------------------------------------------------------------------- | --------- | --------------------------------------- | ----- |
| Président du Conseil des ministres                                                     |           | Jerzy Buzek                             | AWS   |
| Vice-président du Conseil des ministres Ministre des Finances                          |           | Leszek Balcerowicz                      | UW    |
| Vice-président du Conseil des ministres Ministre du Travail et de la Politique sociale |           | Longin Komołowski                       | AWS   |
| Ministre de l'Intérieur et de l'Administration                                         |           | Marek Biernacki                         | AWS   |
| Ministre des Affaires étrangères                                                       |           | Bronisław Geremek                       | UW    |
| Ministre de l'Éducation nationale                                                      |           | Mirosław Handke                         | Sans  |
| Ministre de l'Agriculture et du Développement rural                                    |           | Artur Balazs                            | AWS   |
| Ministre de la Santé                                                                   |           | Franciszka Cegielska                    | AWS   |
| Ministre des Transports et de l'Économie maritime                                      |           | Tadeusz Syryjczyk                       | UW    |
| Ministre de la Défense nationale                                                       |           | Janusz Onyszkiewicz                     | UW    |
| Ministre de l'Économie                                                                 |           | Janusz Steinhoff                        | AWS   |
| Ministre de la Justice Procureur général                                               |           | Hanna Suchocka                          | UW    |
| Ministre de l'Environnement                                                            |           | Antoni Tokarczuk                        | AWS   |
| Ministre du Trésor d'État                                                              |           | Emil Wąsacz                             | Sans  |
| Ministre de la Culture et du Patrimoine national                                       |           | Andrzej Zakrzewski (mort le 10/02/2000) | AWS   |
| Ministre des Communications                                                            |           | Maciej Srebro                           | AWS   |
| Ministre de la Science                                                                 |           | Andrzej Wiszniewski                     | AWS   |
| Ministre sans portefeuille Président du centre gouvernemental des études stratégiques  |           | Jerzy Kropiwnicki                       | AWS   |
| Ministre sans portefeuille Coordinateur des services secrets                           |           | Janusz Pałubicki                        | AWS   |
| Ministre sans portefeuille Président du comité de la recherche scientifique            |           | Andrzej Wiszniewski                     | AWS   |

### Remaniement du 16 mars 2000
- Les nouveaux ministres sont indiqués en gras, ceux ayant changé d'attributions en italique.

| Fonction                                                                               | Titulaire | Titulaire                                | Parti |
| -------------------------------------------------------------------------------------- | --------- | ---------------------------------------- | ----- |
| Président du Conseil des ministres                                                     |           | Jerzy Buzek                              | AWS   |
| Vice-président du Conseil des ministres (jusqu'au 08/06/2000) Ministre des Finances    |           | Leszek Balcerowicz (jusqu'au 08/06/2000) | UW    |
| Vice-président du Conseil des ministres (jusqu'au 08/06/2000) Ministre des Finances    |           | Jarosław Bauc                            | Sans  |
| Vice-président du Conseil des ministres Ministre du Travail et de la Politique sociale |           | Longin Komołowski                        | AWS   |
| Ministre de l'Intérieur et de l'Administration                                         |           | Marek Biernacki                          | AWS   |
| Ministre des Affaires étrangères                                                       |           | Bronisław Geremek                        | UW    |
| Ministre de l'Éducation nationale                                                      |           | Mirosław Handke                          | Sans  |
| Ministre de l'Agriculture et du Développement rural                                    |           | Artur Balazs                             | AWS   |
| Ministre de la Santé                                                                   |           | Franciszka Cegielska                     | AWS   |
| Ministre des Transports et de l'Économie maritime                                      |           | Tadeusz Syryjczyk (jusqu'au 08/06/2000)  | UW    |
| Ministre de la Défense nationale                                                       |           | Janusz Onyszkiewicz                      | UW    |
| Ministre de l'Économie                                                                 |           | Janusz Steinhoff                         | AWS   |
| Ministre de la Justice Procureur général                                               |           | Hanna Suchocka (jusqu'au 08/06/2000)     | UW    |
| Ministre de l'Environnement                                                            |           | Antoni Tokarczuk                         | AWS   |
| Ministre du Trésor d'État                                                              |           | Emil Wąsacz                              | Sans  |
| Ministre de la Culture et du Patrimoine national                                       |           | Kazimierz Ujazdowski                     | AWS   |
| Ministre des Communications                                                            |           | Tomasz Szyszko                           | AWS   |
| Ministre de la Science                                                                 |           | Andrzej Wiszniewski                      | AWS   |
| Ministre sans portefeuille Président du centre gouvernemental des études stratégiques  |           | Jerzy Kropiwnicki                        | AWS   |
| Ministre sans portefeuille Coordinateur des services secrets                           |           | Janusz Pałubicki                         | AWS   |
| Ministre sans portefeuille Président du comité de la recherche scientifique            |           | Andrzej Wiszniewski                      | AWS   |

### Remaniement du 12 juin 2000
- Les nouveaux ministres sont indiqués en gras, ceux ayant changé d'attributions en italique.

| Fonction                                                                               | Titulaire | Titulaire            | Parti |
| -------------------------------------------------------------------------------------- | --------- | -------------------- | ----- |
| Président du Conseil des ministres                                                     |           | Jerzy Buzek          | AWS   |
| Vice-président du Conseil des ministres Ministre de l'Économie                         |           | Janusz Steinhoff     | AWS   |
| Vice-président du Conseil des ministres Ministre du Travail et de la Politique sociale |           | Longin Komołowski    | AWS   |
| Ministre des Finances                                                                  |           | Jarosław Bauc        | Sans  |
| Ministre de l'Intérieur et de l'Administration                                         |           | Marek Biernacki      | AWS   |
| Ministre des Affaires étrangères                                                       |           | Bronisław Geremek    | UW    |
| Ministre de l'Éducation nationale                                                      |           | Mirosław Handke      | Sans  |
| Ministre de l'Agriculture et du Développement rural                                    |           | Artur Balazs         | AWS   |
| Ministre de la Santé                                                                   |           | Franciszka Cegielska | AWS   |
| Ministre des Transports et de l'Économie maritime                                      |           | Jerzy Widzyk         | AWS   |
| Ministre de la Défense nationale                                                       |           | Janusz Onyszkiewicz  | UW    |
| Ministre de la Justice Procureur général                                               |           | Lech Kaczyński       | AWS   |
| Ministre de l'Environnement                                                            |           | Antoni Tokarczuk     | AWS   |
| Ministre du Trésor d'État                                                              |           | Emil Wąsacz          | Sans  |
| Ministre de la Culture et du Patrimoine national                                       |           | Kazimierz Ujazdowski | AWS   |
| Ministre des Communications                                                            |           | Tomasz Szyszko       | AWS   |
| Ministre de la Science                                                                 |           | Andrzej Wiszniewski  | AWS   |
| Ministre sans portefeuille Président du centre gouvernemental des études stratégiques  |           | Jerzy Kropiwnicki    | AWS   |
| Ministre sans portefeuille Coordinateur des services secrets                           |           | Janusz Pałubicki     | AWS   |
| Ministre sans portefeuille Président du comité de la recherche scientifique            |           | Andrzej Wiszniewski  | AWS   |

### Remaniement du 16 juin 2000
- Les nouveaux ministres sont indiqués en gras, ceux ayant changé d'attributions en italique.

| Fonction                                                                               | Titulaire | Titulaire                                                                          | Parti |
| -------------------------------------------------------------------------------------- | --------- | ---------------------------------------------------------------------------------- | ----- |
| Président du Conseil des ministres                                                     |           | Jerzy Buzek                                                                        | AWS   |
| Vice-président du Conseil des ministres Ministre de l'Économie                         |           | Janusz Steinhoff                                                                   | AWS   |
| Vice-président du Conseil des ministres Ministre du Travail et de la Politique sociale |           | Longin Komołowski                                                                  | AWS   |
| Ministre des Finances                                                                  |           | Jarosław Bauc (jusqu'au 24/08/2001)                                                | AWS   |
| Ministre des Finances                                                                  |           | Halina Wasilewska-Trenkner                                                         | Sans  |
| Ministre de l'Intérieur et de l'Administration                                         |           | Marek Biernacki                                                                    | AWS   |
| Ministre des Affaires étrangères                                                       |           | Bronisław Geremek (jusqu'au 30/06/2000)                                            | UW    |
| Ministre des Affaires étrangères                                                       |           | Władysław Bartoszewski                                                             | Sans  |
| Ministre de l'Éducation nationale                                                      |           | Mirosław Handke (jusqu'au 20/07/2000) Edmund Wittbrodt                             | Sans  |
| Ministre de l'Agriculture et du Développement rural                                    |           | Artur Balazs                                                                       | AWS   |
| Ministre de la Santé                                                                   |           | Franciszka Cegielska (décès le 22/10/2000) Grzegorz Opala (à partir du 07/11/2000) | AWS   |
| Ministre des Transports et de l'Économie maritime                                      |           | Jerzy Widzyk                                                                       | AWS   |
| Ministre de la Défense nationale                                                       |           | Bronisław Komorowski                                                               | AWS   |
| Ministre de la Justice Procureur général                                               |           | Lech Kaczyński (jusqu'au 04/07/2001) Stanisław Iwanicki                            | AWS   |
| Ministre de l'Environnement                                                            |           | Antoni Tokarczuk                                                                   | AWS   |
| Ministre du Trésor d'État                                                              |           | Emil Wąsacz (jusqu'au 16/08/2000)                                                  | Sans  |
| Ministre du Trésor d'État                                                              |           | Andrzej Chronowski (jusqu'au 28/02/2001)                                           | AWS   |
| Ministre du Trésor d'État                                                              |           | Aldona Kamela-Sowińska                                                             | Sans  |
| Ministre de la Culture et du Patrimoine national                                       |           | Kazimierz Ujazdowski (jusqu'au 12/07/2001) Andrzej Zieliński                       | AWS   |
| Ministre des Communications                                                            |           | Tomasz Szyszko                                                                     | AWS   |
| Ministre de la Science                                                                 |           | Andrzej Wiszniewski                                                                | AWS   |
| Ministre du Développement régional et des Travaux publics                              |           | Jerzy Kropiwnicki                                                                  | AWS   |
| Ministre sans portefeuille Coordinateur des services secrets                           |           | Janusz Pałubicki                                                                   | AWS   |
| Ministre sans portefeuille Président du comité de la recherche scientifique            |           | Andrzej Wiszniewski                                                                | AWS   |